# Província de Tindouf
La província o wilaya de Tindouf (àrab: ولاية تندوف, wilāyat Tindūf) és una província o wilaya d'Algèria, amb capital a la ciutat homònima de Tindouf. Tenia una població de 58.193 habitants el 2008.
Malgrat el seu paisatge estèril i condicions inhòspites, la província de Tindouf és rica en recursos amb quantitats importants de mineral de ferro.

## Importància estratègica
Aquesta província allotja bases militars dels exèrcits de terra i de l'aire algerians a causa de la seua proximitat a la frontera amb el Marroc. Juntament amb la província de Bechar va ser l'escenari el 1963 d'una breu guerra fronterera amb el Marroc, ja que aquest país va reclamar tot aquest territori com a seu després de la independència algeriana de França.
Del 1975 ençà s'hi ha viscut una arribada massiva de refugiats sahrauís a la zona a conseqüència del control marroquí i maurità de l'anomenat Sàhara Occidental després de la retirada espanyola de la seua antiga colònia. Algèria va permetre al Front Polisario (un moviment polític i militar del Sàhara Occidental) emprar aquesta província com la base principal d'aquest moviment. A Tindouf es troben organitzats els camps de refugiats saharauis i fins no fa gaire tenien sota el seu poder uns 500 soldats marroquins com a presoners de guerra, alguns des de fa més de 20 anys, tot i que van ser alliberats incondicionalment com un gest de bona voluntat. Al Marroc fou censurada tota informació sobre aquest alliberament, ja que la monarquia alauita mai ha reconegut l'existència de presoners marroquins en mans del Polisario.

## Els campaments de refugiats de laRASD(República Àrab Sahrauí Democràtica)
Els camps de refugiats sahrauís a Tindouf són completament dependents de l'ajut estranger i algerià. El menjar, la roba i l'aigua hi són portats per vehicles terrestres i avions.
En aquesta província hi ha quatre camps de refugiats sahrauís: El Aaiun, Awserd, Smara i Dakhla (no han de ser confosos amb les ciutats sahrauís el nom de les quals se'ls posa) amb una població total de 200.000 refugiats sahrauís. Hi ha també alguns camps de refugiats més petits com ara el "27 de febrer" que serveixen com a internats escolars per a dones. L'oficina central del Front Polisario (amb el govern en l'exili) es troba a Rabouni, un camp dedicat a l'administració.
La població refugiada hi viu patint la manca d'aliments i medicaments. Segons les Nacions Unides i el Programa Mundial d'Aliments, un 40% dels nens i un 47% de les dones pateixen manca de ferro, i un 10% dels nens sota cinc anys i un 32% del total de refugiats estan mal nodrits.